# Ceratocephale rocaensis
Ceratocephale rocaensis är en ringmaskart som beskrevs av Santos och Lana 200. Ceratocephale rocaensis ingår i släktet Ceratocephale och familjen Nereididae. Inga underarter finns listade i Catalogue of Life.